# Mus cookii
Mus cookii är en däggdjursart som beskrevs av Ryley 1914. Mus cookii ingår i släktet Mus, och familjen råttdjur. IUCN kategoriserar arten globalt som livskraftig. Inga underarter finns listade i Catalogue of Life.
Denna mus förekommer i Sydostasien från nordöstra Indien till centrala Thailand och till centrala Vietnam. Troligen finns den även i Nepal och Bhutan. Arten vistas i låglandet och i bergstrakter upp till 2500 meter över havet. Habitatet varierar mellan löv- och barrskogar, buskskogar och gräsmarker. Mus cookii uppsöker i bergstrakter även åkrar.
Den genomsnittliga kroppslängden (huvud och bål) varierar mellan 77 och 96 mm och svanslängden mellan 83 och 91 mm. Musen väger vanligen 16 till 23 g. Pälsen av individer som lever i bergstrakter har på ovansidan en mörkbrun färg. På ryggen finns dessutom glest fördelad taggiga hår. Populationer i låglandet har en mjukare och ljusare päls på ryggen. Undersidan är krämvit till helt vit. Även svansen har en mörk ovansida och en ljus undersida.
Flera individer hittades i halmstackar. Det är inte utrett om de bara tillfällig vistades där eller om de hade sitt bo i stacken.